# Schnellkampfgeschwader 210
La Schnellkampfgeschwader 210 (SKG 210) (210e escadron rapide de bombardement) est une unité d'attaque au sol de la Luftwaffe pendant la Seconde Guerre mondiale. 

## Opérations
Le SKG 210 a mis en œuvre principalement des avions Messerschmitt Bf 110, mais aussi des Messerschmitt Me 210.

## Organisation

### Stab. Gruppe
Le Stab./SKG 210 est formé le 24 avril 1941 à Merville.

Le 4 janvier 1942, il est renommé Stab/ZG 1.
Geschwaderkommodore (Commandant de l'escadron) :
| Début             | Fin               | Grade | Nom               |
| ----------------- | ----------------- | ----- | ----------------- |
| 24 avril 1941     | 30 septembre 1941 | Major | Walter Storp      |
| 30 septembre 1941 | Janvier 1942      | Major | Arved Crüger (en) |

### I. Gruppe
Formé le 24 avril 1941 à Abbeville  à partir du Erprobungsgruppe 210 avec :
- Stab I./SKG 210 à partir du Stab/Erprobungsgruppe 210
- 1./SKG 210 à partir du 1./Erprobungsgruppe 210
- 2./SKG 210 à partir du 2./Erprobungsgruppe 210
- 3./SKG 210 à partir du 3./Erprobungsgruppe 210

Le 4 janvier 1942, le I./SKG 210 est renommé I./ZG 1 avec :
- Stab I./SKG 210 devient Stab I./ZG 1
- 1./SKG 210 devient 1./ZG 1
- 2./SKG 210 devient 2./ZG 1
- 3./SKG 210 devient 3./ZG 1

Gruppenkommandeure (Commandant de groupe) :
| Début             | Fin               | Grade     | Nom                 |
| ----------------- | ----------------- | --------- | ------------------- |
| 24 avril 1941     | 13 septembre 1941 | Hauptmann | Karl-Heinz Stricker |
| 15 septembre 1941 | Janvier 1942      | Major     | Ulrich Diesing (en) |

### II. Gruppe
Formé le 24 avril 1941 à Stavanger-Sola à partir du III./ZG 76 avec :
- Stab II./SKG 210 à partir du Stab III./ZG 76
- 4./SKG 210 à partir du 7./ZG 76
- 5./SKG 210 à partir du 8./ZG 76
- 6./SKG 210 à partir du 9./ZG 76

Le 4 janvier 1942, le II./SKG 210 est renommé II./ZG 1 avec :
- Stab II./SKG 210 devient Stab II./ZG 1
- 4./SKG 210 devient 4./ZG 1
- 5./SKG 210 devient 5./ZG 1
- 6./SKG 210 devient 6./ZG 1

Gruppenkommandeure :
| Début      | Fin          | Grade     | Nom                |
| ---------- | ------------ | --------- | ------------------ |
| Avril 1941 | Janvier 1942 | Hauptmann | Rolf Kaldrack (en) |

### Ergänzungsstaffel
Formé en avril 1941 à Merville.

Le 4 janvier 1942, il est renommé Ergänzungsstaffel/ZG 1.
Staffelkapitäne :
| Début        | Fin            | Grade        | Nom        |
| ------------ | -------------- | ------------ | ---------- |
| 27 juin 1941 | 4 janvier 1942 | Oberleutnant | Franz Jilg |